# NN-269
La carretera NN‑269 es una vía departamental secundaria ubicada en el municipio de Villa Nueva en el departamento de Chinandega, al occidente de Nicaragua. Recorre una longitud de 24.6 kilómetros desde el empalme de Cayanlipe hasta la comunidad de El Jicote. Fue inaugurada en 2024 como parte del programa de infraestructura vial rural del MTI.

## Trazado y cruces
La siguiente tabla muestra su recorrido, localidades y principales conexiones:
| km   | Localidad                  | Departamento | Conexión / Ruta |
| ---- | -------------------------- | ------------ | --------------- |
| 0.0  | Empalme Cayanlipe          | Chinandega   |                 |
| 12.3 | Comunidad rural intermedia | Chinandega   |                 |
| 24.6 | El Jicote                  | Chinandega   |                 |